# Поїздка для нареченої
Поїздка для нареченої (англ. A Ride for a Bride) — американська короткометражна кінокомедія Джорджа Ніколса 1913 року з Роско Арбаклом в головній ролі.

## У ролях
- Роско ’Товстун’ Арбакл — Фатті
- Вірджинія Кертлі — дівчина Фатті
- Чарльз Ейвері
- Едгар Кеннеді